# Amtsgericht Mansfeld

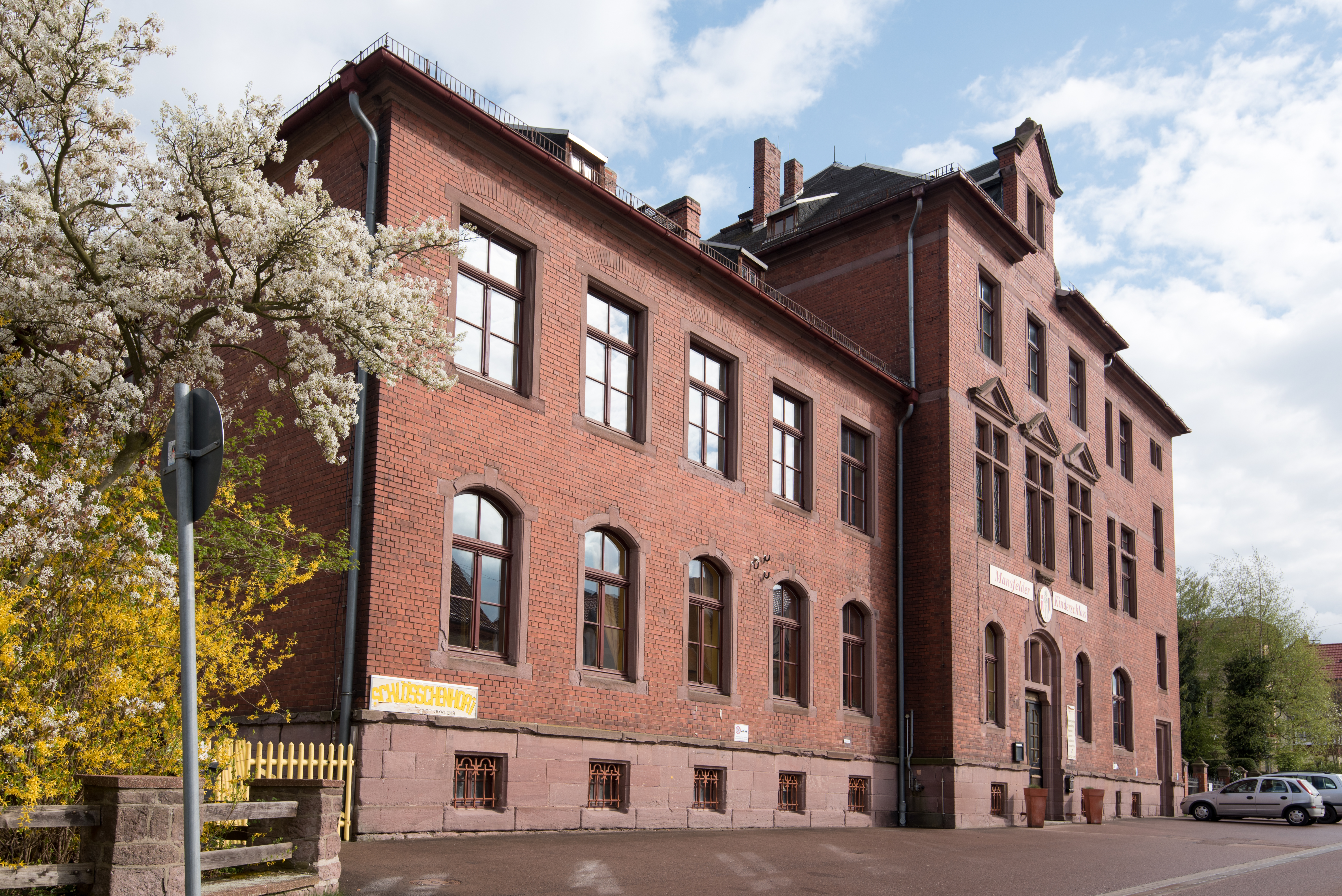
Amtsgerichtsgebäude

Das Amtsgericht Mansfeld war ein deutsches Amtsgericht mit Sitz in Mansfeld.

## Geschichte
Von 1849 bis 1879 war das für Mansfeld zuständige Gericht das Kreisgericht Eisleben im Sprengel des Appellationsgerichtes Naumburg. Im Rahmen der Reichsjustizgesetze wurden 1879 reichsweit einheitlich Oberlandes-, Land- und Amtsgerichte gebildet. Das königlich preußische Amtsgericht Mansfeld wurde mit Wirkung zum 1. Oktober 1879 als eines von 18 Amtsgerichten im Bezirk des Landgerichtes Halle im Bezirk des Oberlandesgerichtes Naumburg gebildet. Der Sitz des Gerichts war die Stadt Mansfeld. Sein Gerichtsbezirk umfasste aus dem Mansfelder Gebirgskreis die Stadtbezirke Leimbach und Mansfeld, die Amtsbezirke Gorenzen und Siebigerode, aus dem Amtsbezirk Großörner den Gutsbezirk Rödgen, aus dem Amtsbezirk Klostermansfeld den Gemeindebezirk Klostermansfeld und die Gutsbezirke Leimbach und Domäne Klostermansfeld, aus dem Amtsbezirk Rammelburg den Gemeindebezirk Biesenrode. 
Am Gericht bestand 1880 eine Richterstelle. Das Amtsgericht war damit ein kleines Amtsgericht im Landgerichtsbezirk.
1952 wurden in der DDR die Amts-, Land- und Oberlandesgerichte abgeschafft und einheitlich Kreis- und Bezirksgerichte gebildet. Damit wurde das Amtsgericht Mansfeld aufgehoben. Mansfeld kam zum Kreis Hettstedt, daher entstand das Kreisgericht Hettstedt im Sprengel des Bezirksgerichts Halle.

## Sitz
Das Amtsgericht Mansfeld hatte seinen Sitz in einem Backsteingebäude Sangerhäuser Straße 13. Das Gebäude wird heute als Kindergarten genutzt und steht unter Denkmalschutz.